# Johann Howe
Johann Howe (* 15. April 1880 in Ahrensbök; † nach 1932) war ein deutscher Politiker (DNVP).

## Leben
Nach dem Besuch der Realschule arbeitete Howe zunächst als Postbeamter. Er schied als Postinspektor aus dem Dienst aus und wandte sich im Anschluss der Wohnungswirtschaft zu. Ab 1914 war er Vorsitzender des Haus- und Grundeigentümerverbandes für Kiel und Umgebung. 1918 wurde er Vorsitzender des Verbandes der Haus- und Grundbesitzervereine der Provinz Schleswig-Holstein. Gleichzeitig war er Vorstandsmitglied des preußischen Landesverbandes sowie des Zentralverbandes deutscher Haus- und Grundbesitzervereine.
Innerhalb der Deutschnationalen Partei (DNVP) galt Howe als Fachmann für wohnungspolitische Angelegenheiten. Ab Oktober 1924 war er Stadtrat in Kiel. Im Dezember 1924 wurde er als Abgeordneter in den Preußischen Landtag gewählt, dem er bis 1932 angehörte. Im Parlament vertrat er den Wahlkreis 13 (Schleswig-Holstein).